# Hadena datis
Hadena datis är en fjärilsart som beskrevs av Druce 1894. Hadena datis ingår i släktet Hadena och familjen nattflyn. Inga underarter finns listade i Catalogue of Life.